# Noalejo (kommunhuvudort)
Noalejo är en kommunhuvudort i Spanien.   Den ligger i provinsen Provincia de Jaén och regionen Andalusien, i den södra delen av landet, 300 km söder om huvudstaden Madrid. Noalejo ligger 1 097 meter över havet och antalet invånare är 2 161.
Terrängen runt Noalejo är kuperad. Runt Noalejo är det ganska glesbefolkat, med 38 invånare per kvadratkilometer. Närmaste större samhälle är Iznalloz, 19,0 km sydost om Noalejo. Trakten runt Noalejo består till största delen av jordbruksmark.